# Península de Guida
La península de Guida (en rus: Гыда́нский полуо́стров) és una gran península russa de la costa siberiana del mar de Kara, a l'oceà Àrtic, molt propera a la península de Iamal. El seu nom es deu a l'homònim riu Guida, un curt riu (147 km) que discorre per la part central de la península i que desemboca a la badia de Guida.
Administrativament, gairebé tota la península de Guida pertany al Districte Autònom Iamalo-Nenets, excepte una petita part oriental que pertany al krai de Krasnoiarsk de la Federació Russa.

## Geografia
La península de Guida és una gran península, d'uns 400 km de llargada per 400 d'amplada, que es troba entre el golf de l'Obi i el golf del Ienissei, en un tram costaner on desguassen dos dels més importants rius de Rússia. La riba sud-oest de la península està limitada per l'estuari del Taz, una branca interior del golf de l'Obi, on desemboca el riu Taz.
La península té dos braços que s'endinsen cap al nord, fins al mar de Kara, on hi ha algunes grans illes a les seves costes, com ara les illes Oleni, Xokalski i Vilkitski. Hi ha dues badies a la seva costa nord, una d'estreta i profunda, la de Guidan, i una de més petita, estreta i profunda, la de badia de Iuratski.
La península de Guida és bastant plana, i conté nombrosos rius i llacs. El terreny es troba sempre coberta pel permafrost. El clima és molt fred, amb una temperatura mitjana al gener d'entre -26 °C i -30 °C i al de juliol d'entre 4 °C i 11,5 °C. La vegetació és la típica de la tundra àrtica, encara que hi ha algunes petites clapes de bosc de coníferes a les zones menys fredes. La zona és bastant rica en jaciments de gas natural.
La població és molt escassa, amb moltes zones totalment deshabitades, i una població bàsicament formada per khantis i nenets.